# Rafael Blasco Castany
Rafael Blasco Castany (Alzira, Ribera Alta, 1945) és un polític valencià que ha ostentat distints càrrecs al Consell de la Generalitat Valenciana. Ha estat diputat a les Corts Valencianes després de dimitir com a síndic del Grup Parlamentari Popular en haver estat imputat al cas de corrupció política anomenat cas Cooperació. En juny de 2013, va ser suspès cautelarment de militància i inhabilitat per a exercir càrrecs públics, per la direcció regional del PP. El 25 de juny de 2013, hores abans de la reunió extraordinària i urgent del grup parlamentari popular amb què es pretenia expulsar-lo del grup, Rafael Blasco va presentar un escrit davant la Mesa de Les Corts mitjançant el qual manifestava la seua incorporació al grup de diputats no adscrits. El 28 de maig de 2014 és condemnat a 8 anys de presó i 20 anys d'inhabilitació pels delictes continuats de malversació de cabals públics, tràfic d'influències, prevaricació administrativa i falsedat de documentació oficial.

## Biografia
Doctor en dret per la Universitat de València, Blasco és interventor i depositari de fons de l'administració local professionalment. Està casat amb Consuelo Ciscar Casaban, directora de l'IVAM i germana del polític Ciprià Ciscar.
Als anys setanta va militar en el Frente Revolucionario Antifascista y Patriótico (FRAP), fins i tot va estar durant un temps dels finals del franquisme pres a la Model de Barcelona. Més tard es va afiliar al PSPV i va ser conseller de la Generalitat Valenciana fins que el 1989 sent Conseller d'Obres Públiques i Urbanisme, una directora general de la seua Conselleria va denunciar a dos funcionaris per acceptar diners a canvi de requalificar uns terrenys en Calp. El president de la Generalitat, Joan Lerma, el va destituir.
El 1993 va impulsar Convergència Democràtica Valenciana, un intent fallit de reunir diferents sectors del nacionalisme valencià com Unió Valenciana i el Partit Valencià Nacionalista. El 1995, Zaplana guanya les eleccions i nomena Blasco subsecretari, tornant així al Consell ara amb el Partit Popular.
Rafael Blasco ha estat diputat a les Corts Valencianes a les legislatures I, II, VI i VII. Ha sigut conseller amb tots els presidents que ha tingut la Generalitat Valenciana (Lerma, Zaplana, Olivas i Camps). Fou el cap de la Conselleria de Presidència i portaveu del Consell de la Generalitat (1983-1985), Conseller d'Obres Públiques (1985-1989), Conseller d'Ocupació (1999-2000), Conseller de Benestar Social (2000-2003), Conseller de Territori i Habitatge (2003-2006), Conseller de Sanitat (2006-2007) i ara per ara és conseller de Solidaritat i Ciutadania a la vegada que portaveu en les Corts Valencines del grup parlamentari popular, en substitució de Rafael Maluenda (portaveu interí en substitució de Ricardo Costa, destituït per la seua presumpta implicació al Cas Gürtel).
Quant a la seua actuació mediambiental, ha declarat 13 parcs naturals en el País Valencià (Penyal d'Ifac, l'Albufera, el Montgó, la Font Roja, les Illes Columbretes, les Salines de Santa Pola, el Fondo d'Elx-Crevillent, el Prat de Cabanes-Torreblanca, les Llacunes de la Mata-Torrevella, les Gorges del Cabriol, la Serra Gelada, el Penyagolosa i la Tinença de Benifassà). En el seu currículum consten 29 lleis. Blasco va tenir dues etapes al càrrec de la conselleria encarregada del Medi Ambient, la primera al govern del PSPV i la segona al del PPCV.
Com a conseller responsable en les àrees relacionades amb l'ordenació i planificació del territori i l'urbanisme (en distintes etapes, tant en governs socialistes com populars), ha viscut els moments més crítics com a polític. Les acusacions sobre corrupció urbanística han estat contínues, fins al punt de presentar una gran quantitat de denúncies i queixes davant la Unió Europea el voltant de la polèmica Llei Valenciana de l'Urbanisme de 2005.
Va ser conseller de Solidaritat i Ciutadania de la Generalitat Valenciana. Una de les propostes que més polèmica ha alçat socialment i políticament, és el seu Pla d'Immigració on inclou un contracte per als immigrants on prometen respectar les lleis i tradicions locals.
En l'àmbit de participació ciutadana i la solidaritat, és president de la Fundació de la Solidaritat i el Voluntariat de la Comunitat Valenciana, FUNDAR, i president del Centre d'Estudis per a la Integració Social i Formació d'Immigrants, CEIMIGRA. Ambdues fundacions han sigut creades en diferents moments de la seua activitat pública.

## Corrupció política
El 1989 formant part del govern de Joan Lerma com a conseller d'Obres Públiques, fou implicat en un cas de requalificació del qual fou absolt.
El dia 12 de juny de 2012 acorda amb el President del Consell Valencià deixar de ser síndic del grup parlamentari del PP a les Corts Valencianes quan la seua imputació judicial per corrupció siga efectiva. Aquesta decisió es pren en transcendir que la jutgessa instructora del cas Cooperació ha elevat una providència al Tribunal Superior de Justícia de la Comunitat Valenciana perquè les Corts Valencianes acrediten la seua condició de diputat autonòmic davant els indicis existents per a imputar-li fets de caràcter delictiu.
El dia 13 de juny de 2012 presenta un escrit davant la Mesa de les Corts Valencianes mitjançant el qual renuncia de manera temporal a les funcions i responsabilitats com a síndic del grup parlamentari del PP, les quals són assumides pel sotssíndic Rafael Maluenda. L'oposició denuncia que aquesta renúncia temporal vulnera el Reglament de les Corts, ja que l'article en què s'empara, sols contempla la substitució temporal del síndic en cas de malaltia, incapacitat material o per absència en cas d'un viatge oficial.
El 2 d'octubre de 2012 és imputat pel Tribunal Superior de Justícia de la Comunitat Valenciana pels delictes de prevaricació, suborn, tràfic d'influències, malversació de cabals públics i falsedat documental. L'endemà dimití com a Síndic-portaveu del grup parlamentari Popular a les Corts Valencianes i fou substituït per Jorge Bellver És citat a declarar el dia 18 d'octubre de 2012. La querella per prevaricació fou arxivada i de la resta de càrrecs se'l jutja en gener de 2014.

### Cas Cooperació
Rafael Blasco Castany ha estat jutjat i condemnat a 8 anys de presó i 20 anys d'inhabilitació en una de les peces del cas Cooperació (la que investigava el frau de les ajudes destinades a Nicaragua), declarat culpable dels delictes de malversació de cabals públics, tràfic d'influències, prevaricació i falsedat documental.
L'11 de març de 2014, en el seu al·legat final al judici del cas Cooperació, la Fiscalia narra els següents presumptes fets:
- Rafael Blasco Castany i Augusto César Tauroni eren vells coneguts i actuaren junts per a delinquir en un clar cas de clientelisme polític.
- Rafael Blasco Castany s'aprofità de la seua condició de conseller per a afavorir les empreses de Tauroni.
- Els 3 pisos i la plaça de garatge comprats amb els diners públics que havien d'anar a Nicaragua, continuen 6 anys després a nom dels presumptes defraudadors perquè, malgrat l'escàndol, la Generalitat mai no demanà ni que es tornaren els diners ni que es canviara la seua titularitat.
- Sols unes setmanes després de quan Blasco diu haver travat relació amb Tauroni, aquest li enviava missatges indicant-li com havia de respondre les interpel·lacions parlamentàries de l'oposició a es Corts, on Blasco era síndic del grup del PP.
- Blasco informà Tauroni que anaven a convocar-se les ajudes dos mesos abans que es publicara al Diari Oficial.
- Tauroni contactà al president de la Fundació Cyes i li proposà presentar-se a la convocatòria, tal com ha declarat el mateix president de Cyes.
- Blasco utilitzà a la secretària general Tina Sanjuán perquè, actuant fora de les seues competències, rescatara dues vegades els projectes Cyes per a Nicaragua, que els tècnics havien exclòs per no complir els requisits.
- En una reunió celebrada el 31 de juliol de 2008, Blasco pressionà els funcionaris i càrrecs intermedis del seu departament perquè inclogueren els projectes de la fundació Cyen en l'acta que el conseller necessitava per a poder concedir les ajudes, assegurant que ell sabia que existien documents que acreditaven l'experiència prèvia de la fundació i que l'entitat anava a aportar-los. Segons les anàlisis informàtiques de la policia, aquests documents foren fabricats pel president de Cyes el dia 4 d'agost de 2008, amb posterioritat a la data de la reunió.
- Per a intentar ocultar tot el que va ocórrer, Blasco i la seua cúpula manipularen diversos documents oficials, entre els quals es troba un dossier que enviaren a la Fiscalia.

El 13 de març de 2014, l'advocat defensor de Rafael Blasco Castany reclama la lliure absolució del seu client i critica l'actuació de tots els actors del procés judicial: la Fiscalia, la policia, els tècnics de la Conselleria, el perit d'Hisenda, el perit de la Intervenció General de l'Administració de l'Estat, l'Advocacia de la Generalitat i fins i tot, el Tribunal Suprem.
El 28 de maig de 2014 és condemnat a 8 anys de presó i 20 anys d'inhabilitació en ésser declarat culpable pels delictes continuats de malversació de cabals públics, tràfic d'influències, prevaricació administrativa i falsedat de documentació oficial.
El 2 de juny de 2014, en una vista convocada pel TSJCV per a establir mesures cautelars contra Blasco i els altres condemnats, la Fiscalia sol·licita l'ingrés immediat en presó de Blasco pel risc de fuga, o si no, una fiança de 2 milions d'euros, compareixença diària al jutjat, prohibició d'eixir d'Espanya i retirada del passaport.
El 3 de juny de 2014, desoint la petició de la Fiscalia (la qual sol·licitava la presó incondicional immediata o bé 2 milions d'euros de fiança, a causa del gran risc de fuga), el TSJCV imposa a Blasco una fiança de 200.000 euros, comparèixer setmanalment al tribunal, la prohibició d'eixir d'Espanya i la retirada del seu passaport.
El 4 de juny de 2014, Blasco diposita la fiança de 200.000 euros i eludeix l'entrada en presó.